# Shane Moody-Orio
Shane Moody-Orio (* 7. August 1980 in Corozal; auch Moody-Oreo) ist ein belizischer ehemaliger Fußballtorwart. Er spielte nach seinem Debüt 2000 gegen Guatemala auch bis 2017 in der belizischen Nationalmannschaft.